# Харківський вагоноремонтний завод (комунальне підприємство)
Харківський вагоноремонтний завод (комунальне підприємство) (ХВРЗ) — комунальне підприємство Харкова, що займається ремонтом трамвайних вагонів та тролейбусних машин для потреб ХКП «Міськелектротранс».

## Історія заводу
У зв'язку з тим, що в місті була відсутня технічна база для капітального ремонту трамвайних вагонів, депутати Харківської міськради на сесії 22 листопада 2006 року прийняли рішення про створення КП «Харківський вагоноремонтний завод», що дало змогу розв'язати проблему капітальних ремонтів і реконструкції рухомого складу електротранспорту, привести міжремонтну експлуатацію у відповідність із чинними законами, збільшивши його технічний ресурс. Завод заснований на базі закритого Комінтернівського трамвайного депо.

## Керманичі
Директор — Василь Вітченко.

## Діяльність
Завод ремонтує трамваї, тролейбуси та автобуси. Також конструктори розробили методи модернізації трамваїв Татра Т3, та назвали цей покращений трамвай — Татра Т3ВПА.